# 20568 Migaki
20568 Migaki (1999 RC130) là một tiểu hành tinh vành đai chính được phát hiện ngày 9 tháng 9 năm 1999 bởi Lincoln's Labia Near-Earth Asteroid Research Team ở Socorro.